# أولاد يعيش (أولاد ايعيش)
أولاد يعيش هي إحدى مشيخات المملكة المغربية، تتبع جغرافيا لإقليم بني ملال وإداريًا لأولاد ايعيش. يقدر عدد سكانها بـ 2762 نسمة حسب الإحصاء الرسمي للسكان والسكنى لسنة 2004.